# Monument Camille Lemonnier
Pour les articles homonymes, voir Lemonnier.
Le Monument à Camille Lemonnier est une sculpture de Pierre Braecke (1859-1938) inaugurée en 1922 à Bruxelles dans les jardins étagés de l'abbaye de la Cambre.

## Titres d'œuvres de Camille Lemonnier gravées sur le monument
- À gauche :
  - Un Mâle[2] ;
  - La Belgique ;
  - Île Vierge.

- À droite :
  - Le Mort ;
  - Noëls flamands[3] ;
  - F. Rops.

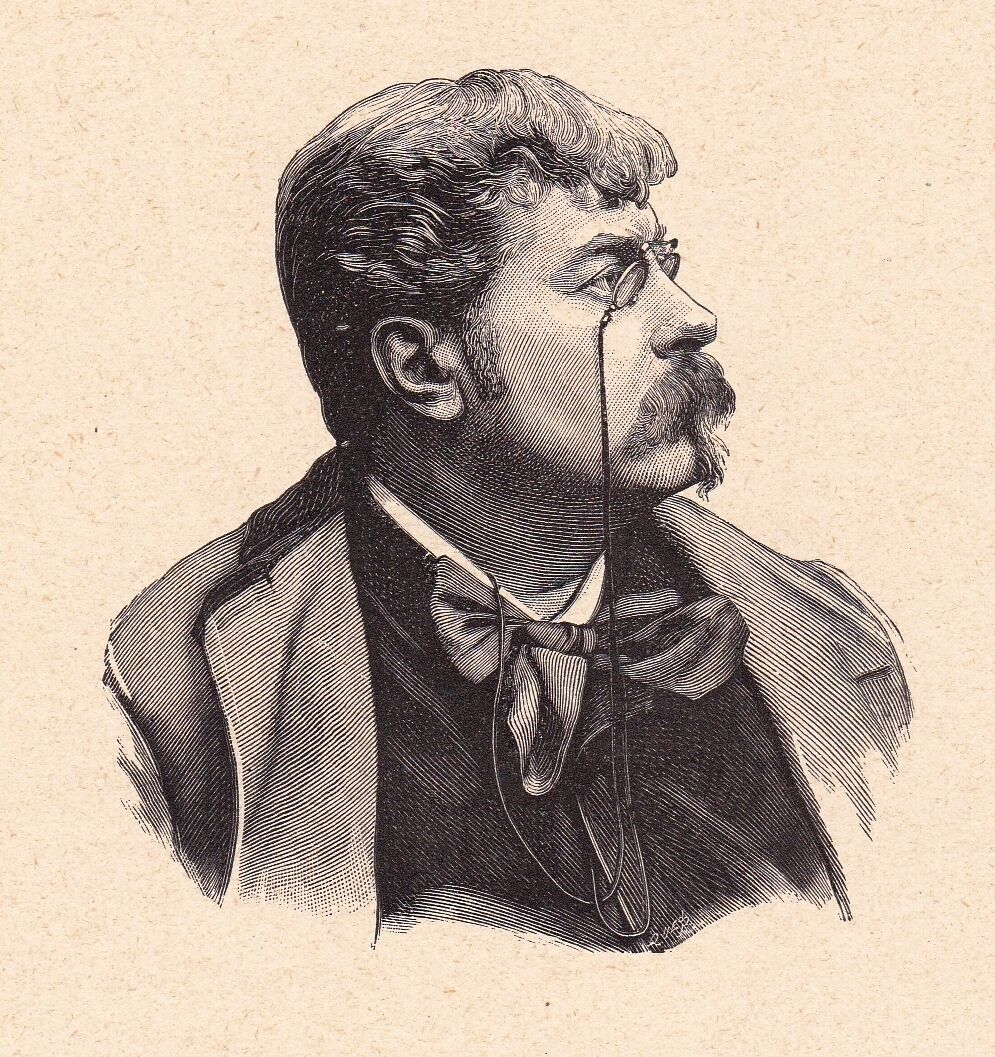
Portrait de Camille Lemonnier paru dans l’Album Mariani.
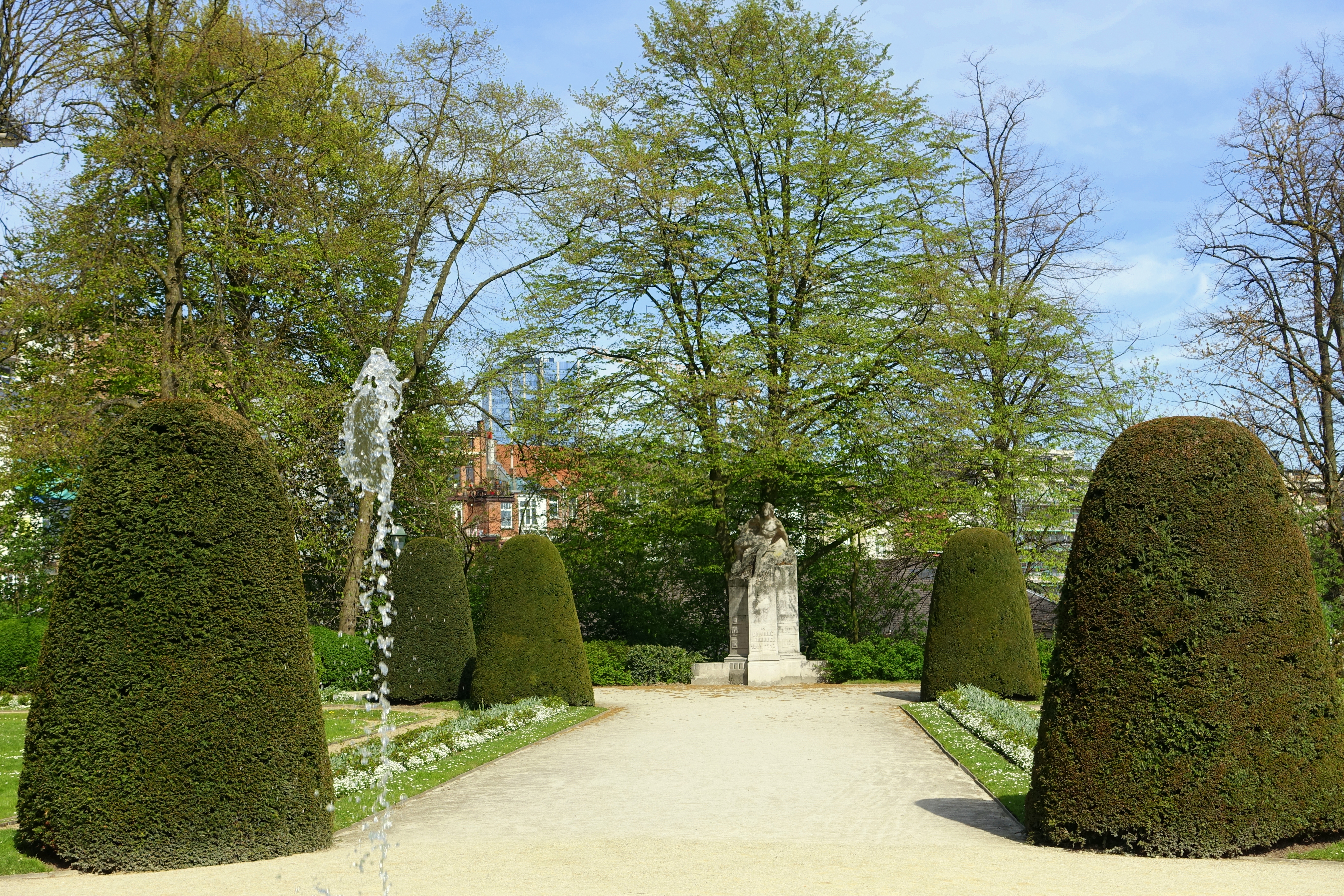
Vue du monument.
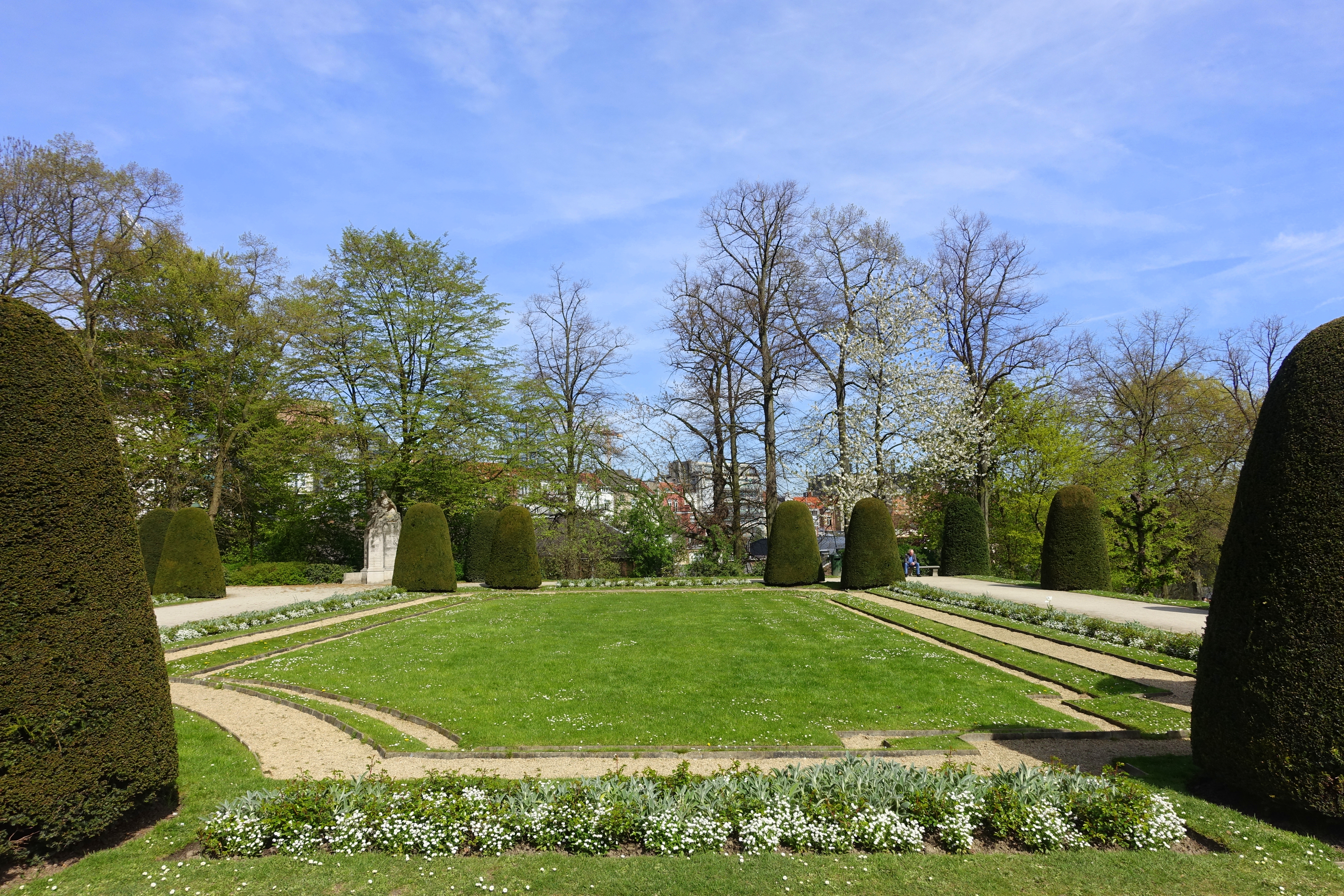
Vue du monument.